# Aus dem Leben der Marionetten
Aus dem Leben der Marionetten ist ein deutsches Filmdrama von Ingmar Bergman aus dem Jahre 1980. Der zwischen Schwarzweiß- und Farbformat wechselnde Film wurde für das deutsche Fernsehen produziert.

## Handlung
Peter Egermann ermordet die junge Prostituierte Katharina Krafft, genannt Ka, und vergeht sich an ihrer Leiche. In Rückblenden und Vernehmungsprotokollen mit Angehörigen und Freunden wird die Vorgeschichte aufgerollt: Peter ist beruflich erfolgreich, etabliert und mit einer ebenso erfolgreichen Frau verheiratet, die wie das Mordopfer den Namen Katarina trägt. Die nach außen hin solidarische Ehe ist von einer tiefen Hassliebe gezeichnet. Peter verschließt sich zusehends und gesteht seinem Psychiater Mordphantasien, die sich um seine Frau drehen. Ein gemeinsamer Freund des Paares vermittelt Peter den Kontakt mit der Prostituierten Ka, die er beim ersten Zusammensein tötet. Der Psychiater deutet die Tat als gewalttätigen Ausbruch unterdrückter Triebe. Das letzte Bild zeigt Peter, der sich gänzlich in sich selbst zurückgezogen hat, in der Psychiatrie.

## Hintergrund
Aus dem Leben der Marionetten entstand zwischen Oktober und Dezember 1979 in den Bavaria Film Studios in München. Der Film beginnt und endet in Farbe und wechselt im Mittelteil zum Schwarzweißformat. Laut einem Interview mit Bergman im Cahiers du cinéma hatte das ZDF darauf bestanden, dass die Eröffnungssequenz in Farbe sein müsste, da sonst die Fernsehzuschauer von einem Defekt ihrer Geräte ausgehen würden. Die Rollen wurden ausschließlich mit Theaterschauspielern vom Münchner Residenztheater besetzt, die nur geringe Filmerfahrung hatten. Für den später populären deutschen Fernsehdarsteller Robert Atzorn war dies seine erste Filmarbeit.
Der für das Fernsehen produzierte Film wurde erstmals am 3. November 1980 im ZDF ausgestrahlt. Die Welturaufführung hatte bereits am 13. Juli 1980 auf einem Filmfestival in Oxford, England, stattgefunden. Nach der Fernsehausstrahlung kam der Film in die deutschen Kinos. Die deutsche Kinopremiere fand am 7. November 1980 im Zoo Palast in Berlin statt.
Eine Bühnenfassung hatte am 5. März 2009 österreichische Erstaufführung im Theater in der Josefstadt, Regie führte Philip Tiedemann.

## Kritiken
„Bergman entwirft mit diesem Schauspieler- und Dialogfilm ein pathetisch donnerndes Weltbild völliger Trostlosigkeit und Gottverlassenheit, an der jede Aufklärung scheitern muß. Die ewigen Leitmotive des Regisseurs werden eher verbal beschworen als bildlich umgesetzt; auch schauspielerisch nicht überragend.“